# Cyclaulus trispilus
Cyclaulus trispilus là một loài tò vò trong họ Ichneumonidae.